# Розлад переїдання
Розлад переїдання (розлад харчової поведінки) — це розлад харчової поведінки, що характеризується частими та періодичними епізодами переїдання з пов'язаними негативними психологічними та соціальними проблемами, але без компенсаторної поведінки, типової для нервової булімії, OSFED або підтипу нервової анорексії. Розлад харчування — нещодавно описаний стан, який був необхідний для розрізнення переїдання, подібного до того, що спостерігається при нервовій булімії, але без характерного очищення. Особи, у яких діагностовано нервову булімію та розлад переїдання, демонструють подібні моделі компульсивного переїдання, нейробіологічні особливості дисфункціонального когнітивного контролю та харчової залежності, а також біологічні та екологічні фактори ризику. Деякі фахівці вважають розлад харчування більш легкою формою булімії з двома захворюваннями в одному спектрі.
Переїдання є одним із найпоширеніших розладів харчової поведінки серед дорослих, хоча, як правило, у засобах масової інформації менше висвітлення та досліджень щодо цього розладу порівняно з нервовою анорексією та нервовою булімією.

## Ознаки та симптоми
Переїдання є основним симптомом розладу харчування; однак не кожен, хто переїдає, має розлад. Людина іноді може переїдати, не відчуваючи багатьох негативних фізичних, психологічних чи соціальних наслідків розладу. Це можна вважати скоріше порушенням харчування, ніж клінічним розладом. Точне визначення переїдання може бути проблематичним, однак епізоди переїдання в розладі харчування зазвичай описуються як такі, що мають такі потенційні ознаки:
- Їсти набагато швидше, ніж зазвичай,[13] можливо, за короткий проміжок часу[14]
- Їсти до відчуття неприємного насичення[13]
- Вживання великої кількості їжі, коли не відчуваєш голоду[13]
- Суб'єктивна втрата контролю над тим, скільки або що з'їдено[15]
- Планування та розподіл певного часу для їжі[13]
- Харчування на одинці або таємно[13]
- Нездатність згадати, що з'їдено після запою[13]
- Почуття провини, сорому або огиди після переїдання[13][15]
- Порушення образу тіла[16]

Епізоди переїдання не супроводжуються регулярними діями, призначеними для компенсації кількості спожитої їжі, такими як самоіндукована блювота, неправильне використання проносного або клізми чи інтенсивні фізичні вправи. Переїдання характеризується більше переїданням, ніж обмеженням дієти. Ті, у кого розлади харчування, часто мають поганий зовнішній вигляд і часто дотримуються дієти, але не досягають успіху через тяжкість переїдання.
Ожиріння є поширеним явищем серед людей з переїданням, як і депресія, низька самооцінка, стрес і нудьга. Що стосується когнітивних здібностей, то в осіб із серйозними симптомами переїдання можуть спостерігатися невеликі порушення виконавчих функцій. Ті, у кого є розлад харчування, також піддаються ризику неалкогольної жирової хвороби печінки, порушень менструального циклу, таких як аменорея, і шлунково-кишкових проблем, таких як кислотний рефлюкс і печія.

## Причини
Як і інші розлади харчової поведінки, переїдання є «експресивним розладом» — розладом, який є вираженням глибших психологічних проблем. Було виявлено, що люди, які страждають на розлади переїдання, мають більш високу інтерналізацію ваги, яка включає низьку самооцінку, нездорові моделі харчування та загальну незадоволеність тілом. Розлад переїдання зазвичай розвивається в результаті або побічного ефекту депресії, оскільки зазвичай люди звертаються до комфортної їжі, коли їм погано.
Існував опір надати розладу переїдання статусу повноцінного розладу харчової поведінки, оскільки багато хто сприймав розлад переїдання як результат індивідуального вибору. Попередні дослідження були зосереджені на зв'язку між зображенням тіла та розладами харчової поведінки та дійшли висновку, що невпорядковане харчування може бути пов'язане з дотриманням жорсткої дієти. У більшості випадків анорексії екстремальне та негнучке обмеження споживання їжі в певний момент призводить до розвитку переїдання, відновлення ваги, нервової булімії або змішаної форми розладу харчової поведінки, не зазначеного іншим чином. Під час суворої дієти, яка імітує наслідки голодування, організм може готуватися до нового типу поведінки, яка споживає велику кількість їжі за відносно короткий проміжок часу.
Дослідження показують, що розлад харчування накопичується в сім'ях і може бути генетичним. Однак існує дуже мало опублікованих досліджень щодо генетики.
Однак інші дослідження показують, що розлад переїдання також може бути спричинений факторами навколишнього середовища та впливом травматичних подій. Одне дослідження показало, що жінки з розладом переїдання зазнали більше несприятливих життєвих подій за рік до початку розвитку розладу, і що розлад переїдання позитивно пов'язувався з частотою виникнення негативних подій. Крім того, дослідження показало, що люди, які страждали на розлади переїдання, частіше зазнавали фізичного насильства, відчували ризик фізичного насильства, стресу та критики свого тіла. Інші фактори ризику можуть включати дитяче ожиріння, критичні коментарі щодо ваги, низьку самооцінку, депресію та фізичне або сексуальне насильство в дитинстві. У систематичному огляді було зроблено висновок, що на нервову булімію та розлад переїдання впливають розлуки сім'ї, втрата їхнього життя та негативна взаємодія між батьками та дітьми Кілька досліджень показали, що розлад переїдання може мати генетичний компонент,, хоча інші дослідження показали більш неоднозначні результати. Дослідження показали, що переїдання, як правило, відбувається в сім'ях, а дослідження близнюків, проведене Буліком, Салліваном і Кендлером, показало «помірну спадковість до переїдання» на рівні 41 відсотка. Дослідження також показали, що розлади харчової поведінки, такі як анорексія та булімія, знижують здатність справлятися з наслідками, що підвищує ймовірність того, що ті, хто страждає, звернуться до переїдання як стратегії подолання.
«В США, за оцінками, у 3,5 % молодих жінок і від 30 % до 40 % людей, які шукають лікування для зниження ваги, може бути клінічно діагностовано розлад переїдання».

## Діагностика

### Міжнародна класифікація хвороб
Оновлення американської версії МКБ-10 від 2017 року включає харчовий розлад під F50.81. МКХ-11 може містити спеціальну позицію (6B62), що визначає розлад як часті, повторювані епізоди переїдання (один раз на тиждень або частіше протягом кількох місяців), які регулярно не супроводжуються невідповідною компенсаторною поведінкою, спрямованою на запобігання збільшенню ваги.
Відповідно до класифікації харчового розладу МКБ-11 Всесвітньої організації охорони здоров'я, тяжкість розладу може бути класифікована як легка (1-3 епізоди/тиждень), помірна (4-7 епізодів/тиждень), важка (8-13 епізодів/тиждень).) і екстремальний (>14 епізодів/тиждень).

### Діагностичний і статистичний посібник
Розлад харчової поведінки, який спочатку вважався темою для подальших досліджень, був вперше включений до Діагностичного та статистичного посібника з психічних розладів (DSM) у 1994 році просто як ознака розладу харчової поведінки. У 2013 році він отримав офіційне визнання як психіатричний стан у DSM-5. До 2013 року розлади харчової поведінки відносили до категорії «розлади харчової поведінки, не визначені іншим чином» — загальна категорія для розладів харчової поведінки, які не підпадають під категорії нервової анорексії чи нервової булімії. До DSM-5 розлади харчової поведінки, які не визначені інакше, включаючи харчовий розлад, діагностували частіше, ніж нервову анорексію та булімію. Оскільки це не було визнаним психічним розладом у DSM до 2013 року, було важко отримати страхове відшкодування за лікування. Розлад тепер має власну категорію згідно з DSM-5, яка описує ознаки та симптоми, які повинні бути присутніми, щоб класифікувати поведінку людини як розлад переїдання. Дослідження підтвердили високу прогностичну цінність цих критеріїв для діагностики харчового розладу.
В одному дослідженні стверджується, що метод діагностики харчового розладу полягає у проведенні клініцистом структурованого інтерв'ю з використанням критеріїв DSM-5 або проходження обстеження розладу харчової поведінки. Структуроване клінічне інтерв'ю для DSM (SCID-5) займає не більше 75 хвилин і має систематичний підхід, який відповідає критеріям DSM-5. Обстеження розладів харчової поведінки — це напівструктуроване інтерв'ю, яке визначає частоту переїдання та пов'язані з ними особливості розладу харчової поведінки.

## Лікування
Можуть допомогти консультації та певні ліки, такі як ліздексамфетамін і селективні інгібітори зворотного захоплення серотоніну (СІЗЗС). Деякі рекомендують мультидисциплінарний підхід до лікування розладу.

### Консультування
Когнітивно-поведінкова терапія (КПТ) була продемонстрована як більш ефективна форма лікування харчового розладу, ніж поведінкові програми зниження ваги. 50 % людей, які страждають від переїдання, досягають повної ремісії від переїдання, а 68-90 % зменшать кількість епізодів переїдання. Також показано, що КПТ є ефективним методом вирішення проблем самооцінки та супутніх психічних захворювань (наприклад, депресії), пов'язаних із розладом. Метою КПТ є перервати переїдання, навчитися створювати нормальний графік харчування, змінити сприйняття ваги та форми та розвинути позитивне ставлення до свого тіла. Хоча це лікування успішно усуває епізоди переїдання, воно не призводить до втрати ваги. Останні огляди дійшли висновку, що психологічні втручання, такі як психотерапія та поведінкові втручання, є більш ефективними, ніж фармакологічні втручання для лікування розладу переїдання. Метааналіз зробив висновок, що психотерапія, заснована на КПТ, не тільки значно покращила симптоматику переїдання, але й значно знизила ІМТ клієнта після лікування та протягом 6 і 12 місяців після лікування. Доведено, що поведінкове лікування зниження ваги є ефективним засобом зниження ваги серед пацієнтів.

### Ліки
Лісдексамфетамін — це схвалений USFDA препарат, який використовується для лікування помірного та важкого розладу переїдання у дорослих. Станом на 2021 рік це перший і єдиний препарат, офіційно схвалений для лікування розладу харчової поведінки. Вважається, що ліздексамфетамін лікує розлад харчової поведінки шляхом поєднання впливу на апетит і насичення, винагороду та когнітивні процеси, включаючи увагу, імпульсивність і поведінкове гальмування.
Три інші класи ліків також використовуються для лікування розладу переїдання: антидепресанти, протисудомні препарати та ліки від ожиріння. Виявлено, що антидепресанти селективного інгібітора зворотного захоплення серотоніну (СІЗЗС) ефективно зменшують епізоди переїдання та знижують вагу. Подібним чином, протисудомні препарати, такі як топірамат і зонісамід, можуть ефективно пригнічувати апетит. Довгострокова ефективність ліків від розладу переїдання наразі невідома. Пацієнтам з розладом харчової поведінки з маніакальними епізодами рекомендується рисперидон. Якщо хворі на харовий розлад мають біполярну депресію, доцільно використовувати ламотриджин.
Випробування антидепресантів, протисудомних препаратів і ліків від ожиріння свідчать про те, що ці ліки перевершують плацебо в зменшенні переїдання. Ліки не вважаються лікуванням вибору, оскільки психотерапевтичні підходи, такі як КПТ, є більш ефективними, ніж ліки для лікування розладу переїдання. Мета-аналіз зробив висновок, що використання ліків не зменшило епізоди переїдання та ІМТ після лікування через 6–12 місяців. Це вказує на потенційну можливість рецидиву після припинення лікування. Ліки також не підвищують ефективність психотерапії, хоча деякі пацієнти можуть отримати користь від протисудомних препаратів і препаратів проти ожиріння, таких як фентермін/топірамат, для схуднення.
Блокування опіоїдних рецепторів призводить до зменшення споживання їжі. Крім того, бупропіон і налтрексон, що використовуються разом, можуть спричинити втрату ваги. Поєднання їх із психотерапією, як-от КПТ, може призвести до кращих результатів харчової поведінки.

### Хірургія
Баріатрична хірургія також була запропонована як інший підхід до лікування розладу харчової поведінки, і нещодавній мета-аналіз показав, що приблизно дві третини осіб, які шукають цей тип хірургічного втручання з метою схуднення, мають розлади харчової поведінки. Реципієнти баріатричної хірургії, які перенесли розлад харчової поведінки до операції, як правило, мають гірші результати втрати ваги та, швидше за все, продовжуватимуть демонструвати харчову поведінку, характерну для харчового розладу.

### Втручання у спосіб життя
Інші методи лікування розладу харчової поведінки включають втручання у спосіб життя, такі як силові тренування, групи підтримки однолітків та дослідження гормональних аномалій.

## Прогноз
Люди з розладом харчової поведінки часто мають нижчу загальну якість життя та зазвичай відчувають соціальні труднощі. Рання зміна поведінки є точним прогнозом ремісії симптомів пізніше.
Люди, які мають розлад харчової поведінки, зазвичай мають інші супутні захворювання, такі як великий депресивний розлад, розлад особистості, біполярний розлад, зловживання психоактивними речовинами, дисморфічний розлад тіла, клептоманію, синдром подразненого кишечника, фіброміалгію або тривожний розлад . Люди також можуть демонструвати різні ступені нападів паніки та історію спроби самогубства.
Хоча люди з нормальною вагою іноді можуть переїдати, постійна звичка споживати велику кількість їжі за короткий проміжок часу може зрештою призвести до збільшення ваги та ожиріння. Основні наслідки для фізичного здоров'я цього типу розладів харчової поведінки спричинені збільшенням ваги внаслідок епізодів надмірного споживання калорій. Психічні та емоційні наслідки розладу переїдання включають соціальну стигму щодо ваги та емоційну втрату контролю. До 70 % людей з розладом харчової поведінки також можуть страждати ожирінням, і, отже, пов'язаними з ожирінням захворюваннями, такими як високий кров'яний тиск та ішемічна хвороба серця цукровий діабет 2 типу, шлунково-кишкові проблеми (наприклад, захворювання жовчного міхура), також можуть бути високий рівень холестерину, проблеми опорно-рухового апарату та обструктивне апное сну. Одне дослідження виявило 42 % ожиріння серед тих, хто отримав діагноз розлад харчової поведінки. Крім того, у цій популяції спостерігалася більш висока поширеність патологічного ожиріння порівняно з популяцією без розладів харчування.

## Епідеміологія

### Загальний
Поширеність розладу харчової поведінки в загальній популяції становить приблизно 1-3 %.
Випадки розладу харчової поведінки зазвичай виникають у віці від 12,4 до 24,7 років, але показники поширеності зростають до 40 років

### Вік
Розлад переїдання є найпоширенішим розладом харчової поведінки у дорослих.
Обмежена кількість досліджень, проведених щодо розладу харчової поведінки, показує, що показники розладів переїдання є досить порівнянними серед чоловіків і жінок. Згідно з дослідженнями, поширеність розладу харчової поведінки протягом життя становить 2,0 відсотка для чоловіків і 3,5 відсотка для жінок, що вище, ніж у загальновизнаних розладів харчової поведінки, нервової анорексії та нервової булімії. Однак інший систематичний огляд літератури показав, що середня поширеність становить приблизно 2,3 % у жінок і приблизно 0,3 % у чоловіків. Рівень поширеності розладу харчової поведінки у жінок може бути в 1,5-6 разів вищим, ніж у чоловіків. В одному огляді літератури було виявлено, що точкові показники поширеності розладу харчової поведінки варіюються від 0,1 відсотка до 24,1 відсотка залежно від зразка. Цей же огляд також виявив, що 12-місячні показники поширеності коливаються від 0,1 відсотка до 8,8 відсотка. Підлітки також стикаються з значним ризиком переїдання. Рівень випадків 10,1 і 6,6 на 10 000 людино-років спостерігався у підлітків чоловічої та жіночої статі в США відповідно.

### Сексуальність
Нещодавні дослідження показали, що харчові розлади, включаючи нервову анорексію, булімію та розлад переїдання, поширені серед сексуальних і гендерних меншин, включаючи лесбійок, бісексуалів, геїв і трансгендерів. Це може бути наслідком стресу та дискримінації меншин, які терпить це населення. Крім того, підлітки та молоді чоловіки з сексуальних меншин випивають частіше, ніж їхні гетеросексуальні колеги.

### Расова та етнічна приналежність
Через обмежену та суперечливу інформацію та дослідження етнічних і расових відмінностей важко визначити показники поширеності розладу харчової поведінки. Однак расовий склад розладу харчової поведінки чітко відрізняється від нервової анорексії та нервової булімії. Встановлено, що частота розладу переїдання схожа серед чорношкірих жінок, білих жінок і білих чоловіків, тоді як деякі дослідження показали, що розлад переїдання є більш поширеним серед чорношкірих жінок, ніж серед білих жінок. Однак більшість досліджень, проведених навколо розладу харчової поведінки, зосереджені на білих жінках. В одному огляді літератури було знайдено інформацію про відсутність різниці між поширеністю ліжка серед латиноамериканців, афроамериканців і білих жінок, тоді як інша інформація показала, що поширеність ліжка була найвищою серед латиноамериканців, потім йшли чорношкірі і, нарешті, білі люди. Дослідження 2021 року спостерігало «вищий рівень розладу харчової порівняно з іншими етнічними групами» для афроамериканців. Імовірність повідомити про симптоми розладу харчової поведінки також нижча в деяких групах, включаючи афроамериканців. Американці азійського походження також стикаються зі зменшенням кількості повідомлень про симптоми розладу харчування. Частково це можна пояснити «значно вищою тонкою ідеальною інтерналізацією» порівняно з іншими етнічними групами.
Міграція також може вплинути на ризик розладу харчової поведінки. Було виявлено, що американські іммігранти мексиканського походження стикаються з більшим ризиком розладу харчової поведінки після міграції.

### Соціально-економічний статус
Люди з низьким соціально-економічним статусом часто стикаються з багатьма перешкодами в діагностиці та лікуванні розладів харчової поведінки. Ці бар'єри включають довший час очікування в клініці, гірший догляд і меншу кількість клінічних досліджень для осіб, які «кидають виклик стереотипам хвороби». Витрати, пов'язані зі спеціалізованою психіатричною допомогою, становлять ще одну перешкоду для людей із низьким соціально-економічним статусом. Крім того, доведено, що супутні фактори, такі як відсутність продовольчої безпеки та екологічний стрес, сприяють вищим показникам розладів харчової поведінки у цих груп населення. Встановлено, що продовольча безпека є помітним предиктором розладів харчової поведінки. Доведено, що низька продовольча безпека збільшує поширеність і частоту переїдання. Дослідників попросили змінити структуру розладів, пов'язаних з харчовою поведінкою, щоб краще відповідати популяції з низьким соціально-економічним статусом і покращити майбутні дослідження.

### Поширеність у всьому світі
Розлад харчової поведінки не обмежується західними суспільствами. Докази зростання поширеності розладів харчової поведінки спостерігаються в «незахідних країнах і серед етнічних меншин». Хоча дослідження розладів переїдання, як правило, зосереджені в Північній Америці, цей розлад зустрічається в різних культурах. Посилення глобалізації вплинуло на поширеність розладів харчової поведінки за межами Заходу. У США розлад харчової поведінки присутній у 0,8 % дорослих чоловіків і 1,6 % дорослих жінок протягом певного року.
У дослідженні, яке включало Фінляндію, Швецію, Норвегію та Ісландію, поширеність розладу харчової поведінки нижча в скандинавських країнах порівняно з Європою. Точкова поширеність коливалася від 0,4 до 1,5 відсотка, а поширеність протягом життя коливалася від 0,7 до 5,8 відсотка для розладу харчової поведінки у жінок.
У дослідженні, яке включало Аргентину, Бразилію, Чилі, Колумбію, Мексику та Венесуелу, точкова поширеність розладу харчової поведінки становила 3,53 відсотка. Таким чином, це конкретне дослідження показало, що поширеність розладу харчової поведінки вища в цих латиноамериканських країнах порівняно із західними країнами.
Поширеність розладу харчової поведінки в Європі коливається від <1 до 4 відсотків.

### Супутні захворювання
Розлад харчової поведінки супроводжується діабетом, гіпертонією, попереднім інсультом і хворобами серця у деяких людей.
У людей з обсесивно-компульсивним розладом або біполярним розладом I або II поширеність розладу харчової поведінки протягом життя була вищою.
Крім того, від 30 до 40 відсотків людей, які шукають лікування для схуднення, можуть мати діагноз «розлад переїдання».

### Заниження у чоловіків
Часто про розлади харчової поведінки чоловіків не повідомляють. Заниження даних може бути результатом упередженості вимірювання через те, як визначають розлади харчової поведінки. Сучасне визначення розладів харчової поведінки зосереджується на худорбі. Однак розлади харчової поведінки у чоловіків, як правило, зосереджуються на м'язовій формі, і тому вимагають іншого визначення вимірювання. Рівень переоцінки маси тіла або форми тіла у підлітків-чоловіків значно нижчий, ніж у дівчат (4,9 % і 24,2 % відповідно). Мало відомо, чи є ця розбіжність індикатором пізнішого початку спотворення образу тіла у чоловіків чи наслідком жіночої діагностики розладів харчової поведінки.
Відсутність представництва чоловіків у дослідженні розладів харчової поведінки перешкоджає історичне сприйняття розладів харчової поведінки як «жіночого явища». Дослідників покликали усунути цю прогалину шляхом вдосконалення методів «ідентифікації, оцінки, класифікації та лікування» розладів харчової поведінки в чоловічому контексті, особливо у молодих чоловіків.

## Частота
Розлад харчової поведінки є поширеною хворобою: 47 % людей мають розлади харчової поведінки, 3 % з них мають нервову анорексію та 12 % з них мають нервову булімію. У Сполучених Штатах, за оцінками, 2,8 мільйона людей страждають від розладу харчової поведінки. Більше 57 % людей з розладом харчової поведінки є жінками, і це часто починається в кінці підліткового віку або на початку 20-х років.

## Історія
Цей розлад вперше був описаний у 1959 році психіатром і дослідником Альбертом Стункардом як " синдром нічного прийому їжі " (NES). Термін «переїдання» було введено для опису тієї самої харчової поведінки типу переїдання, але без виняткового нічного компоненту.
Існує менше досліджень щодо розладу переїдання порівняно з нервовою анорексією та булімією.